# Gamhariya Parwaha
Gamhariya Parwaha – gaun wikas samiti we wschodniej części Nepalu w strefie Sagarmatha w dystrykcie Saptari. Według nepalskiego spisu powszechnego z 2001 roku liczył on 966 gospodarstw domowych i 5757 mieszkańców (2835 kobiet i 2922 mężczyzn).